# Пітіузькі острови
Пітіу́зькі острови́[джерело?] (ісп. Islas Pitiusas або Las Pitiusas, кат. Illes Pitiüses) знаходяться в Середземному морі. Складаються з двох островів: Ібіці і Форментери, і численних острівців (Еспальмадор, Еспарделль тощо).
Назва «Пітіузькі» була прокоментована Плінієм Старшим присутністю безлічі сосен на двох островах (грец. pitys — сосна). На відміну від сьогодення, греки і римляни добре відрізняли Пітіузькі острови від решти Балеарських островів, які тоді називалися Ґімнезійськими і в які включали лише Мальорку та Менорку.
Острови характеризуються присутністю видів і підвидів ссавців та ендемічних плазунів, які здебільшого мають більший розмір, ніж їхні родичі з європейського континенту. Більшість автохтонної фауни і флори потерпає від урбанізації та появи інтродукованих видів, особливо на Ібіці.